# Florian Lacassie
| équipe nationale  = 
| club entraîneur   =
Florian Lacassie est un joueur français de volley-ball né le 16 novembre 1990 à Toulon (Var). Il mesure 1,97 m et joue réceptionneur-attaquant ou attaquant.

## Clubs
| Club                   | De        | À         |
| ---------------------- | --------- | --------- |
| Beauvais OUC           | 2008-2009 | 2011-2012 |
| GFC Ajaccio            | 2012-2013 | 2017-2018 |
| SWD Powervolleys Düren | 2018-2019 | 2018-2019 |
| Stade poitevin         | 2019-2020 | 2019-2020 |
| AS Cannes              | 2020-2021 | 2020-2021 |
| GFC Ajaccio            | 2021-2022 | ...       |

## Palmarès
- Ligue AM
  - Vainqueur : 2021
- Coupe de France
  - Finaliste : 2011, 2012
  - Vainqueur : 2016, 2017,2020
- Championnat de France 
  - Demi-Finaliste : 2014 , 2016
- Super coupe
  - Vainqueur : 2016

- Equipe de France A'
- Jeux Méditerranéens 2013
  - Médaille de bronze

- France junior beach volley
- Championnat du Monde 2009
  - 10e place